# Alzatismo

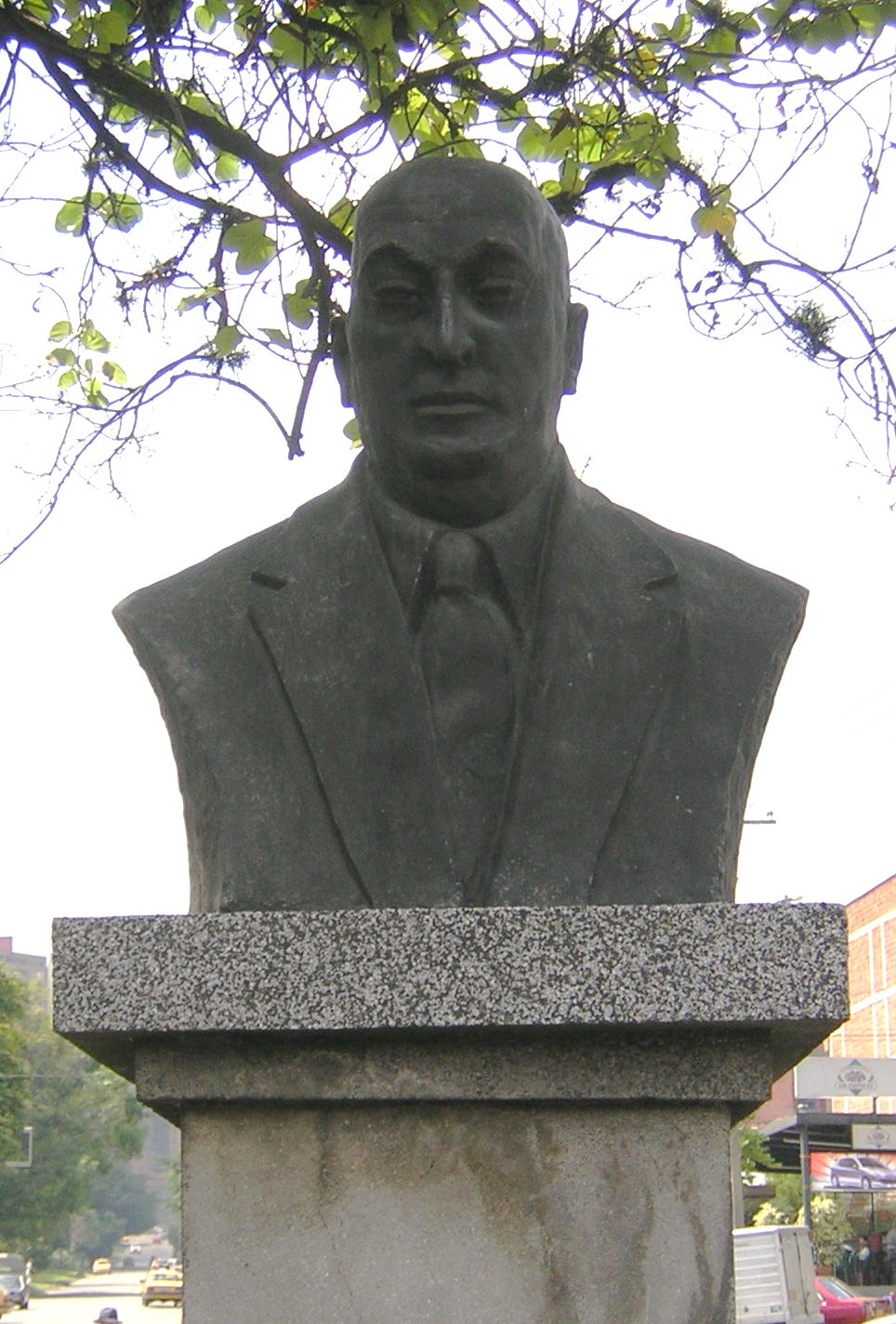
Busto de Gilberto Alzate Avendaño, principal ideólogo del azaltismo.

El Alzatismo fue una corriente política colombiana basada en la interpretación ideológica política del exsenador de Colombia Gilberto Alzate Avendaño, y la derecha política radical. Alzate fundó la Acción Nacionalista Popular, que históricamente se ha asociado la tendencia ultaradicalizada y neofascista del Partido Conservador Colombiano.
El azaltismo tuvo inspiración en el movimiento juvenil intelectual y político de ultraderecha fascista conocido como Los Leopardos, acrónimo de Legión Organizada para la Restauración del Orden Social. De acuerdo con Silvio Villegas, la inspiración leoparda de los alzatistas consistió en el corporativismo. Alzate también tomó inspiración en la doctrina de Auguste Comte, Friedrich Nietzche y José Ortega y Gasset.
Como conservatismo ultraradical, el alzatismo se ha enfrentado al conservatismo moderado, encabezado por los expresidentes Mariano Ospina Pérez y Misael Pastrana Borrero, con la famosa corriente ospinopastranista; y al conservatismo radical, encabezado por el expresidente Laureano Gómez y continuado por su hijo, Álvaro Gómez, con la corriente de derecha radical laureanista, llamada civilista para difereciarla de los métodos del alzatismo.
Aunque el alzatismo ha sido desplazado del Partido Conservador Colombiano (histórico bastión del ospinsmo y el laureanismo), el alzatismo ha sido minoría en esa colectividad. Actualmente están surgiendo corrientes de pensamiento neoalzatistas vinculadas con el conservadurismo y la derecha radical.